# نوكاردية متسقة
نوكاردية متسقة (الاسم العلمي: Nocardia uniformis) هي نوع من البكتيريا تتبع جنس النوكاردية من فصيلة النوكارديات.